# クリス・ブラウン (歌手)
クリストファー・モーリス・ブラウン（Christopher Maurice "Chris" Brown 、1989年5月5日 - ）は、アメリカ合衆国の男性シンガー・ラッパー。身長185cm。2005年に16歳でアルバム『クリス・ブラウン』でデビュー。アルバムからのシングル「ラン・イット!」はBillboard Hot 100で1位を獲得。アルバムはアメリカ国内で200万枚を売りRIAAよりダブル・プラチナの認定を受けた。
2枚目のスタジオ・アルバム『エクスクルーシヴ』は2007年11月に世界中でリリースされた。アルバムは彼の2枚目の1位獲得シングルであるT-ペインをフィーチャーした「キス・キス」、Billboard Hot 100で最高2位になった「ウィズ・ユー」の2曲のヒットシングルを生み出した。再発盤『エクスクルーシヴ：ザ・フォーエヴァー・エディション』からの最初のシングル「フォーエヴァー」は2008年5月にリリースされBillboard Hot 100で最高2位を記録。アルバムはRIAAよりプラチナ認定を受けた。
ブラウンは単独での商業的な成功に加えて、ジョーダン・スパークスとデュエットした「ノー・エア」、ラッパー・バウ・ワウの「ショーティ・ライク・マイン」、リル・ママの「ショーティ・ゲット・ルーズ」などいくつかのヒット曲でフィーチャーされた。ブラウンはマイケル・ジャクソンやアッシャーといった有名なR&B歌手と比較される事が、クリスは両方に音楽的に多大な影響を受けたと述べている。

## 生い立ち
バージニア州の小さな街（タッパハノック）で、父クリントン・ブラウン、母ジョイス・ホーキンスの元に生まれる。家のラジオから流れていたマイケル・ジャクソンや、サム・クックの影響を受けながら育った。元々はラッパー志望だった。13歳の時、新しいタレントを探していた地元プロダクションのスカウトが、クリスの父親が働くガソリンスタンドに立ち寄った事で発掘された。直ぐにレコーディング活動を開始し、デビューまでの2年間はニューヨークで過ごした。

## 音楽活動

### 2005年-2006年: クリス・ブラウン
2004年の年末、クリスは、後の2005年11月29日に発表されたデビューアルバム『クリス・ブラウン』作成のために学校を出た。ショーン・ギャレットがプロデュースしたデビューシングルである「ラン・イット!」はアメリカ、オーストラリア、そしてニュージーランドで1位を獲得。それに続く2枚目のシングル「ヨー（エクスキューズ・ミー・ミス）」はアメリカで最高位7位を記録。イギリスでは13位のヒットとなった。
3枚目のシングルである「ギミー・ザット」はリミックスとしてラッパーのリル・ウェインをゲストとして迎えた。（リミックスはオリジナルアルバムには収録されていなかったが、後に発売された別バージョンに収録。）シングルはアメリカのビルボードに１週目に80位でデビューし、その後急速にランキングを駆け上がっていった。最高位15位。それに続く4枚目のシングルは「セイ・グッバイ」で、映画『ステップ・アップ』のサウンド・トラックにも起用された。2006年にはDVD『クリス・ブラウン・ジャーニー』を発売。8月17日からニーヨと共同で「アップ・クロース・アンド・パーソナル」ツアーを開催、28都市を回った。

### 2006年-2008年: エクスクルーシブ
2006年にロンドンで開催されたワールド・ミュージック・アワードでは、マイケル・ジャクソンへのトリビュートパフォーマーにマイケル本人の指名によってクリスが選ばれ、マイケルの世界的ヒット曲「スリラー」のパフォーマンスを行った。
ニーヨとのツアーを終えて間もなく、クリスは『エクスクルーシブ』と題された2枚目のアルバムの製作に取り掛かった。当初、アルバムは2007年8月27日に発売される予定であったが、最終的には同年11月6日まで押されてしまった。
MTVニュースによると、クリスはアルバムに関して次のように語っていた。「若年層のファンが今までのようにターゲットになっているけど、今回は数曲もう少し上の年齢層に向けた曲があるんだ。」
アルバムからの第一弾シングル「ウォール・トゥー・ウォール」はクリス本人によるリークのために宣伝が上手く行かず、過去最低売り上げのシングルとなった（ビルボード初登場96位・最高位79位）。その後、T・ペインによるプロデュース楽曲「キス・キス」が2枚目のシングルとして発表された。ミュージックビデオは全て2007年の夏にマイアミのフロリダ国際大学で撮影されたものである。「キス・キス」は前述の「ウォール・トゥー・ウォール」を遥かに超える最高位1位を記録するヒットとなり、クリスにとって2枚目のナンバー1ヒットとなった。2007年12月6日に発表されたアルバムからの3枚目のシングル「ウィズ・ユー」はアメリカでは最高位2位を記録するヒットとなっている。クリスにとってこの曲はアメリカで5枚目のトップ10ヒットである。
2008年6月には「エクスクルーシブ」の再発盤である『Exclusive: The Forever Edition』をリリース。また、『Exclusive: The Forever Edition』に収録される新曲「フォーエヴァー」をシングルカットし、ダウンロード解禁と共に初登場9位を記録。その週のTop10には、クリス名義の曲が3曲チャートインし、人気を裏付けた。

### 2009年-2010年: グラフィティ、およびミックステープ
3rdアルバム、「Graffiti(グラフィティ)」収録のシングル「Crawl(クロール)」の中では、2009年2月の暴行事件後に破局した元恋人のリアーナとの復縁を求めているように聴こえる。「俺たちは這って行く、また歩けるようになるまで」とブラウンは歌う。「そして俺たちは走る、飛べるくらい強くなるまで／そして俺たちは飛ぶ、風がなくなるまで／だから這って行こう、這って、這って、愛に戻るのだ」と。　しかし、13日に全米で放映されたテレビ番組で、「Crawl」のミュージックビデオを初公開したブラウンは、自身の恋愛について歌ったわけではないとMTV Newsに伝えた。同曲は心の傷から前進しようという、普遍的なメッセージを歌った歌なのだという。ミュージックビデオを手掛けたジョセフ・カーンはMTV Newsの取材に対し、ビデオが曲と同じくらいインパクトを与えるだろうと語った。一方、同アルバム収録のシングル「I Can Tarnsform Ya feat. Swizz Beatz & Lil Wayne(アイ・キャン・トランスフォーム・ヤ)」は、前述の「Crawl」とは打って変わり、アップテンポのクラブバンガーに仕上がっている。リル・ウェインの歌うイントロで、"Swizz on the beats, Chris move ya feet"とラップするように、トラックをスウィズ・ビーツが手掛け、PVでは、全編に渡ってクリスがダンス・パフォーマンスを披露している。
2010年5月、クリスはラッパーのTyga(タイガ)と協力して、ミックステープ「Fan Of A Fan」をリリースした。そのうちの一曲、「Dueces」が2010年6月29日にシングルカットされ、それはビルボードチャートのR&B,HipHopチャートで計7週1位になり、本チャートで1位になるのは彼の曲「SayGoodbye」以来であった。また、ビルボード全体のチャートでも同曲は14位になった。
2010年8月に、ブラウンは、犯罪スリラー映画「Takers」で、マット・ディロン、ポール・ウォーカー、イドリス・エルバ、ヘイデン・クリステンセンおよびT.I.らと共に主演した。さらに映画の製作総指揮も務めた。

### 2011年-2012年: フェイム、およびフォーチューン

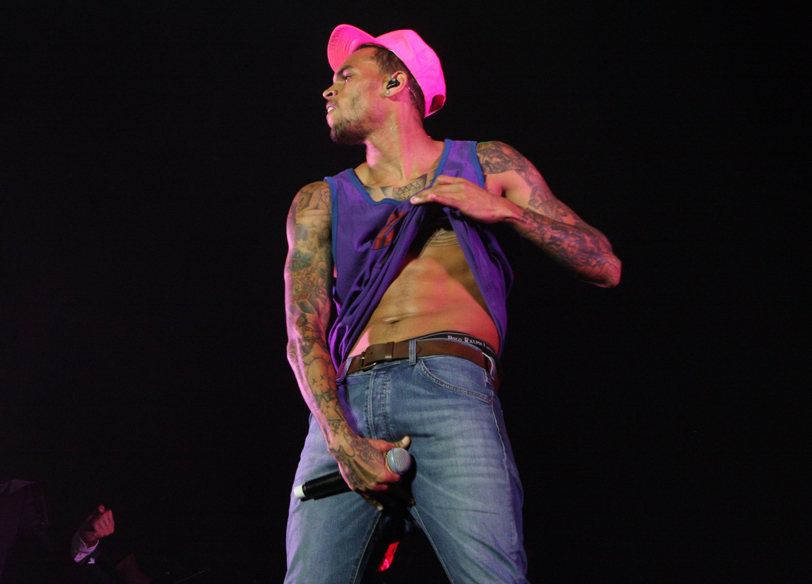
クリス・ブラウン（2012年）

ブラウンの4番目のスタジオ・アルバムF.A.M.E.は2011年3月18日にリリースされた。
それは賛否両論の評価を受けたが、アルバムは1週目で270万枚を売り上げ、米国ビルボード全アルバムチャート上で1位になった。それはクリスにとって初のアルバム米国1位であった。その中でも、アルバム収録曲「Yeah3x(イェーイェーイェー)」は、オーストラリア、オーストリア、デンマーク、アイルランド、オランダ、ニュージーランド、スイスおよび英国を含む11か国でトップ10に達した。
アルバムの第2のシングルの、客演にリル・ウェインおよびバスタ・ライムスを招いた曲「Look At Me Now」では、米国のR&B,HipHopチャート上で8週連続の1位を獲得した。さらに、それは、米国ビルボードRapソングチャートでも1位になった。
アルバムの3番目のシングルの、客演にBenny Benassiを招いた曲「Beautiful People」は、米国のDance Clubソングチャート上で1位を獲得した。それは、クリスとベネッシ双方にとって、初のDance Clubソングチャート上1位であった。「She ain't You」は、4番目の米国シングルとしてリリースされた。一方、ジャスティン・ビーバーを客演に迎えた「Next To You」は、アルバムの4番目の国際的なシングルであった。
さらにアルバムをプロモートするために、クリスはオーストラリアと北アメリカで、「F.A.M.E.」ツアーに乗り出した。
クリスは、2011年にBET Awardのベスト男性R&Bアーティスト賞を含む5つの賞を獲得、6つのノミネートがあった。Viewers Choice Award、The Fandemonium Award、Best Collaboration and Video of the Year(for 「Look at Me Now」)がノミネートされた。
さらに彼は、 2011年のBET HipHop賞で3つの賞を受賞した。People's Champ Award、Reese's Perfect Combo Award、そしてBest Hip Hop Video(for 「Look At Me Now」)
2011年のソール・トレイン・ミュージック賞で、F.A.M.E.はその年のアルバムを勝ち取った。
また、アルバムは第54回のBest R&B Album賞を受賞した。 Best Rap Performance賞とBest Rap Song賞が「Look at Me Now」に送られた。
2012年2月12日に、ブラウンは、ベストのR&Bアルバム用のグラミー賞を受賞した。

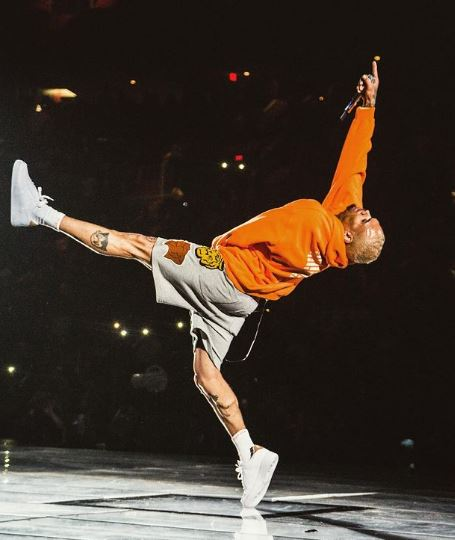
クリス・ブラウン（2017年）

ブラウンの5番目スタジオ・アルバム、フォーチューンは2012年7月3日にリリースされた。
アルバムはビルボード200の1位を獲得した。だが批評家からは否定的な意見もあった。アルバムは、ケビン・マッコールを特色として、「Strip」、「Till I Die」、「Turn Up The Music」および「Sweet Love」と共に、アルバムの先行シングルとしてリリースされ、「Don't Wake Me Up」、「Don't Judge Me」がアルバムのリード・シングルとしてリリースされた。さらにアルバムをプロモートするために、クリスはヨーロッパ、アフリカ、アジアおよびトリニダードでのツアー、「Carpe Diem」に乗り出した。

### 2013年以降
2022年9月、Apple Musicにて、2019年発表の『Indigo』収録曲「Under the Influence」がTik Tokからバイラルヒットしてチャート入り。チャート1位に。

## 賞歴
- ソウル・トレイン・ミュージック・アワード - R&B/ソウル新人賞（2006年）
- NAACPイメージ・アワード - 新人賞（2006年）
- BETアワード - 新人賞（2006年）
- BETアワード - ベスト・ビュワァ・アーティスト: 「Yo (エクスキューズ・ミー・ミス)」（2006年）
- ティーン・チョイス・アワード - ブレイクアウト・メイル・アーティスト（2006年）
- ビルボード・ミュージック・アワード - メイル・アーティスト・オブ・ザ・イヤー（2006年）
- ビルボード・アワード - ニュー・アーティスト・オブ・ザ・イヤー（2006年）
- ビルボード・アワード - アーティスト・オブ・ザ・イヤー（2006年）

## エピソード

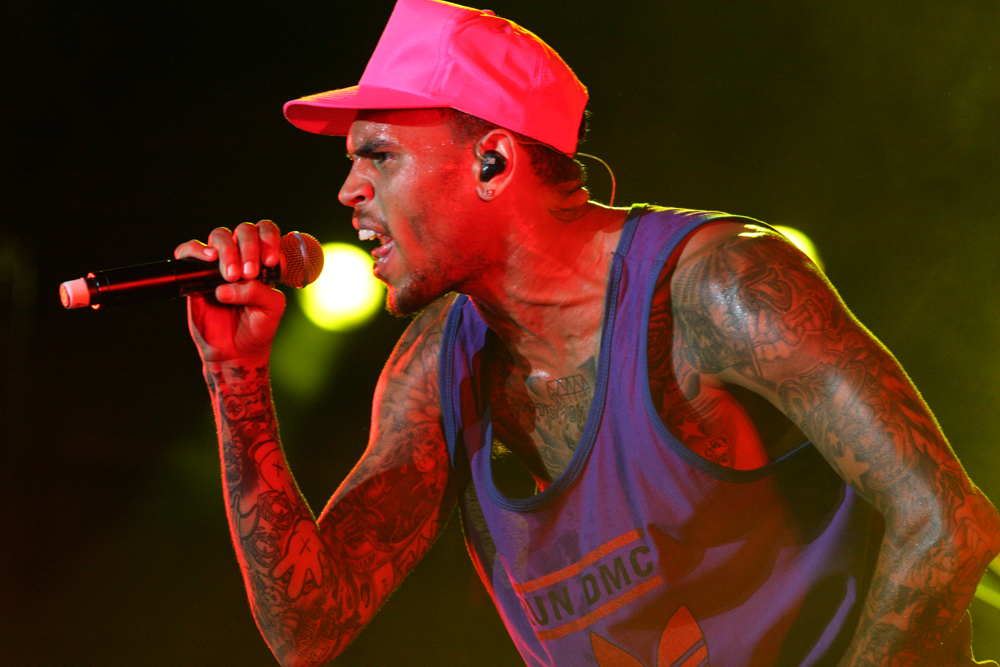
クリス・ブラウン（2012年）

2009年2月、第51回グラミー賞のプレパーティーの帰りに恋人で歌手のリアーナへの暴行事件を起こす。車内で口論となり、暴行を加えてその場から立ち去ったが、後に出頭。ロサンゼルス市警はドメスティックバイオレンス容疑で逮捕、起訴したが、クリスが同日夜、保釈金5万ドルを支払い保釈された。クリスはグラミー賞に2部門ノミネートされており、授賞式でのパフォーマンスが予定されていたが欠席。リアーナも同様欠席した。その後、リアーナ負傷の映像や画像が報道されファンや音楽業界に衝撃を与えた。
当初、無罪を主張していたクリスは6月、ロサンゼルスの上級裁判所で行われた予備審問で罪を認めた。有罪を認めたことで司法取引が行われたことで実刑を免れ、5年間の保護観察および実家のあるバージニア州で180日間の奉仕活動を言い渡されることになった。
リアーナは、被告が退廷したあとに弁護士とともに出廷した。弁護士によると、リアーナはこの結果に満足しているという。また公判となれば、リアーナは証言台に立つつもりでいたとのこと。現在のリアーナと被告との関係について質問を受けた弁護士は、「接近禁止令が出ていると言えば十分だろう」と答えた。
2025年5月15日、音楽プロデューサーを瓶で殴ったなどとして、重傷害の疑いでイギリスの警察にマンチェスターのホテルで逮捕された。
マクドナルドやテレビゲーム、また日本のアニメのファンとしても知られ、左肩には日本のアニメ映画『獣兵衛忍風帖』の主人公・牙神獣兵衛のタトゥーを入れており、クリスはお気に入りのタトゥーだとしている。「ドラゴンボール」が大好きで「俺、実は日本のアニメの大ファンなんだ（ドラゴンボール）とかさ。自分でも絵を描いたりするんだよ」とコメントもしている。2006年1月の来日時には「素顔はアキバ系」とも報じられた。
『星のカービィシリーズ』の主人公であるカービィが好き。プライベートでもカービィのネックレスを着用することが多く、最近ではメディアにその姿を捉えられることも多い。

## ディスコグラフィ

### アルバム
| 年                                        | タイトル                  | アルバム詳細                                                                                            | チャート最高位 | チャート最高位 | チャート最高位 | チャート最高位 | チャート最高位 | チャート最高位 | チャート最高位 | チャート最高位 | チャート最高位 | 認定                                                                                   |
| 年                                        | US                        | AUS | FRA            | GER            | IRE            | NLD            | NZ             | SWI            | UK             |                |                |                                                                                        |
| ----------------------------------------- | ------------------------- | --- | -------------- | -------------- | -------------- | -------------- | -------------- | -------------- | -------------- | -------------- | -------------- | -------------------------------------------------------------------------------------- |
| 2005                                      | Chris Brown               | - 発売日: 2005年11月29日 - レーベル: Jive - フォーマット: CD, digital download - 全米売上: 211.9万枚    | 2              | 57             | 51             | 31             | 71             | 47             | 8              | 18             | 29             | - US: 2× プラチナ - AUS: ゴールド - UK: ゴールド                                       |
| 2007                                      | Exclusive                 | - 発売日: 2007年11月6日 - レーベル: Jive - フォーマット: CD, digital download - 全米売上: 201.4万枚     | 4              | 5              | 53             | 91             | 2              | 68             | 3              | 28             | 3              | - US: 2× プラチナ - ABPD: ゴールド - AUS: 2× プラチナ - NZ: 2× プラチナ - UK: プラチナ |
| 2009                                      | Graffiti                  | - 発売日: 2009年12月4日 - レーベル: Jive - フォーマット: CD, digital download - 全米売上: 36.2万枚      | 7              | 40             | 134            | —              | 47             | 83             | 40             | —              | 55             | - UK: シルバー                                                                         |
| 2011                                      | F.A.M.E.                  | - 発売日: 2011年3月18日 - レーベル: Jive - フォーマット: CD, digital download - 全米売上: 87.2万枚      | 1              | 3              | 44             | 39             | 8              | 16             | 7              | 34             | 10             | - US: 2× プラチナ - AUS: ゴールド - IRE: ゴールド - UK: ゴールド                       |
| 2012                                      | Fortune                   | - 発売日: 2012年6月29日 - レーベル: RCA - フォーマット: CD, digital download - 全米売上: 46.5万枚       | 1              | 2              | 8              | 13             | 4              | 1              | 1              | 10             | 1              | - US: プラチナ - UK: ゴールド                                                          |
| 2014                                      | X                         | - 発売日: 2014年9月12日 - レーベル: RCA - フォーマット: CD, digital download - 全米売上: 40.4万枚       | 2              | 4              | 6              | 11             | 5              | 5              | 3              | 3              | 4              | - US: プラチナ - UK: ゴールド                                                          |
| 2015                                      | Royalty                   | - 発売日: 2015年12月18日 - レーベル: CBE, RCA - フォーマット: CD, digital download - 全米売上: 36万枚   | 3              | 14             | 81             | 37             | 51             | 21             | 16             | 15             | 23             | - US: ゴールド - UK: シルバー                                                          |
| 2017                                      | Heartbreak on a Full Moon | - 発売日: 2017年10月31日 - レーベル: CBE, RCA - フォーマット: CD, digital download - 全米売上: 2.5万枚  | 3              | 5              | 40             | 61             | 25             | 25             | 3              | 29             | 10             | - US: プラチナ - AUS: ゴールド - CAN: ゴールド - NZ: プラチナ - UK: シルバー           |
| 2019                                      | Indigo                    | - 発売日: 2019年6月28日 - レーベル: CBE, RCA - フォーマット : CD, Digital download - 全米売上: 10.8万枚 | 1              | 3              | 29             | 31             | 23             | 11             | 3              | 9              | 7              |                                                                                        |
| "—"は未発売またはチャート圏外を意味する。 |                           | |                |                |                |                |                |                |                |                |                |                                                                                        |

### コラボレーション・アルバム
| 年   | タイトル                            | アルバム詳細 | チャート最高位 | チャート最高位 | チャート最高位 | チャート最高位 | チャート最高位 | チャート最高位 | チャート最高位 | チャート最高位 | チャート最高位 | 認定           |
| 年   | US                                  | AUS | FRA            | GER            | IRE            | NLD            | NZ             | SWI            | UK             |                |                |                |
| ---- | ----------------------------------- | --- | -------------- | -------------- | -------------- | -------------- | -------------- | -------------- | -------------- | -------------- | -------------- | -------------- |
| 2015 | Fan of a Fan: The Album (with Tyga) | - 発売日: 2015年2月24日 - レーベル: RCA, Young Money, Cash Money - フォーマット: CD, digital download - 全米売上: 16万枚 | 7              | 3              | 28             | 14             | 31             | 30             | 9              | 6              | 7              | - UK: シルバー |

### シングル
| 年                                        | タイトル                                                                         | チャート最高位 | チャート最高位 | チャート最高位 | チャート最高位 | チャート最高位 | チャート最高位 | チャート最高位 | チャート最高位 | チャート最高位 | 認定 | 収録アルバム              |
| 年                                        | タイトル                                                                         | US             | AUS            | FRA            | GER            | IRE            | NLD            | NZ             | SWI            | UK             | |                           |
| ----------------------------------------- | -------------------------------------------------------------------------------- | -------------- | -------------- | -------------- | -------------- | -------------- | -------------- | -------------- | -------------- | -------------- | --- | ------------------------- |
| 2005                                      | Run It! (featuring Juelz Santana)                                                | 1              | 1              | 19             | 5              | 2              | 9              | 1              | 5              | 2              | - US: プラチナ - AUS: ゴールド - UK: シルバー                                                                   | Chris Brown               |
| 2005                                      | Yo (Excuse Me Miss)                                                              | 7              | 10             | —              | 56             | 15             | 67             | 9              | 34             | 13             | - US: プラチナ                                                                                                  | Chris Brown               |
| 2006                                      | Gimme That (Remix) (featuring Lil Wayne)                                         | 15             | —              | 45             | 47             | 23             | 94             | —              | 30             | 23             | - US: ゴールド                                                                                                  | Chris Brown               |
| 2006                                      | Say Goodbye                                                                      | 10             | —              | —              | —              | —              | —              | —              | —              | —              | - US: プラチナ                                                                                                  | Chris Brown               |
| 2006                                      | Poppin'                                                                          | 42             | —              | —              | —              | —              | —              | —              | —              | —              | | Chris Brown               |
| 2007                                      | Wall to Wall                                                                     | 79             | 21             | —              | 59             | 47             | —              | 15             | 87             | 75             | - AUS: ゴールド                                                                                                 | Exclusive                 |
| 2007                                      | Kiss Kiss (featuring T-Pain)                                                     | 1              | 8              | —              | —              | 19             | —              | 1              | 69             | 38             | - US: 3× プラチナ - AUS: プラチナ - NZ: プラチナ                                                                | Exclusive                 |
| 2007                                      | With You                                                                         | 2              | 5              | 11             | 33             | 3              | 56             | 1              | 24             | 8              | - US: 2× プラチナ - AUS: 2× プラチナ - NZ: プラチナ - UK: シルバー                                              | Exclusive                 |
| 2008                                      | No Air (with Jordin Sparks)                                                      | 3              | 1              | —              | 10             | 2              | 17             | 1              | 8              | 3              | - US: 3× プラチナ - AUS: プラチナ - NZ: 2× プラチナ - UK: ゴールド                                              | Jordin Sparks             |
| 2008                                      | Take You Down                                                                    | 43             | —              | —              | —              | —              | —              | 7              | —              | 92             | | Exclusive                 |
| 2008                                      | Forever                                                                          | 2              | 7              | 25             | 20             | 1              | 51             | 1              | 22             | 4              | - US: 5× プラチナ - AUS: プラチナ - NZ: プラチナ - UK: ゴールド                                                 | Exclusive                 |
| 2008                                      | Superhuman (featuring Keri Hilson)                                               | 109            | 30             | —              | —              | 15             | —              | 15             | —              | 32             | - NZ: ゴールド                                                                                                  | Exclusive                 |
| 2009                                      | I Can Transform Ya (featuring Lil Wayne and Swizz Beatz)                         | 20             | 21             | —              | —              | 21             | 57             | 7              | —              | 26             | - AUS: ゴールド - NZ: プラチナ                                                                                  | Graffiti                  |
| 2009                                      | Crawl                                                                            | 53             | 67             | —              | —              | 39             | —              | 16             | —              | 35             | | Graffiti                  |
| 2010                                      | Deuces (featuring Tyga and Kevin McCall)                                         | 14             | —              | —              | —              | —              | —              | 23             | —              | 68             | - US: 2× プラチナ                                                                                               | F.A.M.E.                  |
| 2010                                      | Yeah 3x                                                                          | 15             | 4              | 59             | 7              | 8              | 22             | 1              | 7              | 6              | - US: プラチナ - AUS: 5× プラチナ - GER: ゴールド - JPN: ゴールド - NZ: プラチナ - SWI: ゴールド - UK: ゴールド | F.A.M.E.                  |
| 2011                                      | No Bullshit                                                                      | 62             | —              | —              | —              | —              | —              | —              | —              | —              | | F.A.M.E.                  |
| 2011                                      | Look at Me Now (featuring Lil Wayne and Busta Rhymes)                            | 6              | 46             | 85             | —              | —              | —              | 37             | —              | 44             | - US: 4× プラチナ - AUS: ゴールド                                                                               | F.A.M.E.                  |
| 2011                                      | Beautiful People (featuring Benny Benassi)                                       | 43             | 7              | 26             | 30             | 3              | 25             | 6              | 26             | 4              | - AUS: 2× プラチナ - NZ: ゴールド - UK: プラチナ                                                                | F.A.M.E.                  |
| 2011                                      | She Ain't You                                                                    | 27             | 27             | —              | —              | —              | —              | 27             | —              | 53             | - AUS: ゴールド                                                                                                 | F.A.M.E.                  |
| 2011                                      | Next to You (featuring Justin Bieber)                                            | 26             | 22             | —              | 28             | 19             | —              | 11             | 74             | 14             | - AUS: プラチナ - NZ: ゴールド - UK: シルバー                                                                   | F.A.M.E.                  |
| 2011                                      | Wet the Bed (featuring Ludacris)                                                 | 77             | —              | —              | —              | —              | —              | —              | —              | —              | | F.A.M.E.                  |
| 2011                                      | Strip (featuring Kevin McCall)                                                   | 37             | 76             | —              | —              | —              | 95             | —              | —              | 78             | | Fortune                   |
| 2012                                      | Turn Up the Music                                                                | 10             | 6              | 39             | 34             | 12             | 30             | 9              | 39             | 1              | - US: プラチナ - AUS: 2× プラチナ - NZ: ゴールド - UK: シルバー                                                 | Fortune                   |
| 2012                                      | Sweet Love                                                                       | 89             | —              | —              | —              | —              | —              | —              | —              | —              | | Fortune                   |
| 2012                                      | Till I Die (featuring Big Sean and Wiz Khalifa)                                  | 101            | —              | —              | —              | —              | —              | —              | —              | —              | | Fortune                   |
| 2012                                      | Don't Wake Me Up                                                                 | 10             | 2              | 11             | 11             | 4              | 37             | 2              | 12             | 2              | - US: プラチナ - AUS: 3× プラチナ - GER: ゴールド - NZ: プラチナ - UK: ゴールド                                 | Fortune                   |
| 2012                                      | Don't Judge Me                                                                   | 67             | 42             | 22             | 38             | —              | —              | —              | —              | 42             | | Fortune                   |
| 2013                                      | Fine China                                                                       | 31             | 26             | 43             | —              | 65             | 56             | 21             | —              | 23             | - AUS: ゴールド                                                                                                 | X                         |
| 2013                                      | Don't Think They Know (featuring Aaliyah)                                        | 81             | —              | 121            | —              | —              | —              | —              | —              | 94             | | X                         |
| 2013                                      | Love More (featuring Nicki Minaj)                                                | 23             | 29             | 118            | 48             | —              | —              | —              | —              | 32             | - AUS: ゴールド                                                                                                 | X                         |
| 2013                                      | Loyal (featuring Lil Wayne and Tyga)                                             | 9              | 42             | 35             | 54             | 49             | 98             | 19             | —              | 10             | - US: プラチナ - AUS: ゴールド - UK: ゴールド                                                                   | X                         |
| 2014                                      | New Flame (featuring Usher and Rick Ross)                                        | 27             | 61             | 75             | —              | —              | —              | 35             | —              | 10             | | X                         |
| 2015                                      | Ayo (with Tyga)                                                                  | 21             | 32             | 32             | 23             | 27             | 45             | 31             | 43             | 6              | - AUS: ゴールド - UK: ゴールド                                                                                  | Fan of a Fan: The Album   |
| 2015                                      | Bitches N Marijuana (with Tyga featuring Schoolboy Q)                            | 103            | 49             | 139            | 50             | —              | —              | —              | —              | 60             | | Fan of a Fan: The Album   |
| 2015                                      | Five More Hours (with Deorro)                                                    | 101            | 7              | 31             | 23             | 15             | 34             | 11             | 22             | 4              | - AUS: プラチナ - NZ: プラチナ - UK: シルバー                                                                   | Good Evening              |
| 2015                                      | Liquor                                                                           | 60             | —              | —              | —              | —              | —              | —              | —              | 82             | | Royalty                   |
| 2015                                      | Zero                                                                             | 80             | —              | 180            | —              | —              | —              | —              | —              | 68             | | Royalty                   |
| 2015                                      | Back to Sleep                                                                    | 20             | 74             | 138            | —              | —              | —              | 38             | —              | 100            | - US: プラチナ - AUS: ゴールド - NZ: ゴールド - UK: シルバー                                                    | Royalty                   |
| 2015                                      | Fine by Me                                                                       | —              | —              | —              | —              | —              | 97             | —              | —              | 76             | | Royalty                   |
| 2016                                      | Paradise (with Benny Benassi)                                                    | —              | —              | —              | —              | 30             | —              | —              | —              | 40             | - UK: シルバー                                                                                                  | Danceaholic               |
| 2016                                      | Grass Ain't Greener                                                              | 71             | 97             | —              | —              | —              | —              | —              | —              | 100            | - US: ゴールド                                                                                                  | Heartbreak on a Full Moon |
| 2016                                      | Party (featuring Usher and Gucci Mane)                                           | 40             | 82             | 84             | —              | —              | —              | —              | —              | 68             | - US: プラチナ                                                                                                  | Heartbreak on a Full Moon |
| 2017                                      | Privacy                                                                          | 62             | 61             | 74             | —              | —              | —              | —              | 95             | 86             | - US: ゴールド - AUS: ゴールド                                                                                  | Heartbreak on a Full Moon |
| 2017                                      | Pills & Automobiles (featuring Yo Gotti, A Boogie wit da Hoodie and Kodak Black) | 51             | —              | 138            | —              | —              | —              | —              | —              | —              | | Heartbreak on a Full Moon |
| 2017                                      | Questions                                                                        | 79             | 56             | 141            | 74             | 37             | 43             | 33             | 55             | 12             | - NZ: ゴールド - UK: シルバー                                                                                   | Heartbreak on a Full Moon |
| "—"は未発売またはチャート圏外を意味する。 |                                                                                  |                |                |                |                |                |                |                |                |                | |                           |

### 共演
- ショーティ・ライク・マイン／バウ・ワウ - Shortie Like Mine / Bow Wow featuring Johnta Austin（2006年）
- アンブレラ（シンデレラリミックス）／リアーナ - Umbrella (Cinderella Remix) / Rihanna featuring Jay-Z（2007年）
- ゲット・ライク・ミー／デヴィッド・バーナー - Get Like Me / David Banner featuring Yung Joc & Jim Jones（2007年）
- ノー・エア／ジョーダン・スパークス - No Air / Jordan Sparks（2007年）
- ギミ・ワッチュ・ゴット／リル・ウェイン - Gimme Whatchu Got / Lil' Wayne featuring Jazze Pha（2007年）
- スピーディン（リミックス）／リック・ロス - Speedin (Remix) / Rick Ross featuring R. Kelly（2007年）
- フィール・ザ・スチーム／エレファント・マン - Feel The Steam / Elephant Man（2008年）
- ショーティ・ゲット・ルーズ／リル・ママ - Shawty Get Loose / Lil' Mama featuring T-Pain （2008年）
- フリーズ／T-ペイン - Freeze / T-Pain （2008年）

### DVD
- クリス・ブラウン・ジャーニー　Chris Brown's Journey（2006年）

## フィルモグラフィ

### テレビ
- One On One （2006年）
- The O.C. （2006年）
- The Brandon T. Jackson Show （2006年）
- Sesane Street（2007年）

### 映画
- ストンプ・ザ・ヤード　Stomp The Yard（2007年）
- ディス・クリスマス　This Christmas（2007年）
- Phenom （2008年）
- テイカーズ　Takers（2010年）

## 来日公演
- Chris Brown Debut Showcase 2006
  - 2006年1月13日、SHIBUYA DUO MUSIC EXCHANGE
- Chris Brown Japan Live 2007
  - 2007年10月18日、渋谷O-East